# آرتور لوید توماس
آرتور لوید توماس (۲۲ اوت ۱۸۵۱ – ۱۵ سپتامبر ۱۹۲۴) فرماندار قلمرو یوتا بود. او در شهر شیکاگو در آمریکا به دنیا آمد. توماس از ۶ مه ۱۸۸۹ تا ۹ مه ۱۸۹۳ میلادی فرماندار قلمرو یوتا بود.